# Glaser-Dirks DG-100
DG-100 je nemško jadralno letalo, razvito iz Akaflieg Darmstadt D-38. DG-100 je prvo letalo podjetja Glaser-Dirks. Načrtovalec letala je bil Wilhelm Dirks, prvič je poletel 10. maja 1974.
Grajen je večinoma iz fiberglasa (GFRP). Pristajalno podvozje je uvlačljivo, pri različici Club pa je bilo fiksno. Tudi pri različicah z uvlačljivim podvozjem je bilo podvozje možno fiksirati, ker je bila to nekdaj zahteva za klubski razred jadralnih letal. Prvi modeli so imeli enodelno višisko krmilo (pendel rep) , pri katerem se premika celotna vodoravna površina in dvodelno kabino, pri kateri je zadnji del gibljiv. Pri kasnejših različicah DG-101 in DG-101G se je pojavil enodelni pokrov kabine in horizontalni stabilizator z ločenim višinskim krmilom. Pokrov kabine pokriva celotno kabino in tako pilotu omogoča dober razgled, poleg tega ta kabina omogoča boljše ogrevanje s pomočjo sonca, kar koristi pri nižjih temperaturah okolice.  Večinoma modelov ima tanke za točenje balasta (vode), kar poveča potovalno hitrost. Priključki krilc in zračnih zavor so ročni.
Letalo so gradili tudi v Sloveniji pri Elanu, serijska številka teh letal ima predpono "E".

## Različice
Akaflieg Darmstadt D-38
Prototip
DG-100
Začetna proizvodna verzija, ki jo je razvil Wilhelm Dirks.
DG-100G
Kasnejša proizvodna verzija s konvencionalnim višinskim krmilom
DG-100 Club / Club DG
Verzija brez vodnega balasta, fiksnim povozjem in maksimalno težo 385 kg
DG-101
Verzija z enodelno kabino, enodelni rep
DG-101G
Zadnja proizvodna verzija z enodelnim pokrovom kabine in konvencionalnim višinskim krmilom

## Specifikacije (DG-100)
- Posadka: 1 pilot
- Kapaciteta vodnega balasta: 100 kg
- Dolžina: 7,00 m (22 ft 11¾ in)
- Razpon kril: 15,00 m (49 ft 2½ in)
- Višina: 1,4 m (4 ft 7 in)
- Površina kril: 11,0 m2 (118,4 ft2)
- Vitkost: 20,5:1
- Prazna teža: 230 kg (507 lb)
- Gros teža: 418 kg (921 lb)

- Največja hitrost: 260 km/h (161 mph)
- Jadralno število: 38 pri 105 km/h
- Hitrost padanja: 0,59 m/s (116 ft/min)